# أيقونات التطور (كتاب)
كتاب أيقونات التطور: علم أم خرافة؟ (بالإنجليزية: Icons of Evolution) لجوناثان ويلز من أهم الكتب التي تنتقد الداروينية وما يدرس لطلبة العلم في الجامعات، وتدور الرسالة الأساسية للكتاب حول فكرتين جوهريتين، الأولى هي إبراز مقدرة خبراء العلم الطبيعي على توظيف العلم توظيفا أيديولوجيا قمعيا سلطويا إقصائيا متى أرادوا ذلك أو شعروا بالحاجة إليه، وأما الفكرة الثانية فهي إبراز قابلية العلم الطبيعي نفسه لأن يتحول من خلال نظرياته وفرضياته ومؤيديه إلى أساطير ذات أقانيم وأيقونات، ومرويات وسرديات، ورموز وإشارات خاصة.